# Takaaki Suzuki
Takaaki Suzuki (født 7. oktober 1981) er en tidligere japansk fodboldspiller.
Han har spillet for flere forskellige klubber i sin karriere, herunder Sagan Tosu og Mito HollyHock.